# Sætningsskema
Sætningsskemaet (også feltskemaet og feltanalyse:73 ) er en model og metode til at analysere ordstilling i sætninger på dansk. Sætninger beskrives i sætningsskemaet som en samling af felter for bestemte sætningsled. Paul Diderichsen fandt på sætningsskemaet i 1940'erne. Den har haft længerevarende indflydelse og er blevet diskuteret fra flere vinkler.
Sætningsskemaet kan også bruges som pædagogisk redskab.:180 :7 

## Historie
Diderichsen begyndte arbejdet med sætningsskemaet i 1930'erne. Baggrunden var de tilsvarende tyske beskrivelser (Satzklammer), hvilket Diderichsen ikke fremhævede pga. besættelsen. I 1935 blev sætningsskemaet første gang fremlagt af Diderichsen på det 8. nordiske filologmøde i København.
Diderichsens beskrivelser er udarbejdet fra et strukturalistisk perspektiv, men idet sætningsskemaets bliver koblet til sætningens formål som en måde at udtrykke sætningsindholdets status på, bevæger beskrivelsen sig i en funktionalistisk retning. Det minder om det senere talehandlingsbegreb.
I 1986 var et nummer af tidsskriftet NyS et jubilæumsskrift for sætningsskemaet og indeholdt derfor artikler med fokus på det.
Sætningsskemaet er også blevet brugt til at beskrive norsk (på norsk hedder det setningsskjema eller feltanalyse). Der blev skrevet en del af om det i 1970'erne. For at passe bedre med norsk ordstilling bliver der tilføjet en adverbialplads mellem lille v og lille n pga. sætninger som Derfor vil ikke nordmenn lenger bruke skjemaet, hvor negationen er placeret før subjektet og direkte efter det finitte verbal. Feltet kaldes a1 og adverbialpladsen mellem lille n og store V kaldes a2. Flere tilføjelser er blevet foreslået, men dem er der mindre enighed om.:223-265  Der bruges også et sætningsskema i Norsk referansegrammatikk.
Skemaet er blevet udsat for kritik. 
I 1970 påpegede Erik Hansen således  at skemaet som regel blot havde været benyttet til introducerende grammatik eller præsentation af skemaet, mens undersøgelse på større tekster var sjældne. 
Han blev fandt også at det var uklart hvordan sætninger så som "han kom gående" eller "der kom en soldat marcherende ud ad landevejen" skulle indpasses i sætningsskemaet.

## Sætningsskemaer
I Elementær dansk grammatik opstiller Diderichsen to sætningsskemaer: helsætningsskemaet (oprindeligt hovedsætningsskemaet) og ledsætningsskemaet (oprindeligt bisætningsskemaet). Navnene er dog misvisende, da ledsætninger ikke nødvendigvis følger ledsætningsskemaet, og visse typer helsætninger følger ledsætningsskemaet. I Grammatik over det Danske Sprog bruges i stedet betegnelserne deklarativ ledstilling for helsætningsordstilling og neutral ledstilling for ledsætningsordstilling.

### Helsætningsskema
Helsætningsskemaet består først af forfeltet, derefter centralfeltet og til sidst et slutfelt. Centralfelt er en samlebetegnelse for de specifikke pladser lille v, n og a (som står for “finit verbal”, “nominal” (og mere specifikt subjektet) og “adverbial”), mens slutfelt er for store V, N og A  (som står for “infinit verbal”, “nominal” (og mere specifikt objekter og prædikativ) og “adverbial”).:81-82   Helsætningsskemaet bruges i to overordnede typer sætninger: deklarative helsætninger (øverste eksempel i skemaet) ligesom helhedsspørgsmål (nederste eksempel). Forskellen er at helhedsspørgsmål ikke benytter forfeltet. Hv-spørgsmål følger det deklarative sætningsskema, mens imperative sætninger og helhedsspørgsmål ikke har et forfelt (eftersom der ikke kan flyttes andre led hen forest).:202 
| Forfelt | Centralfelt | Centralfelt | Centralfelt | Slutfelt | Slutfelt  | Slutfelt |
| ------- | ----------- | ----------- | ----------- | -------- | --------- | -------- |
| Forfelt | v           | n           | a           | V        | N         | A        |
| I dag   | har         | Karl        |             | glemt    | sin cykel | -        |
|         | Har         | Karl        |             | glemt    | sin cykel | i dag?   |

### Ledsætningsskema
Ledsætningsskemaet er anderledes end helsætningsskemaet i centralfeltet, hvor lille v kommer efter n og a i rækkefølgen nav. Slutfeltet har samme rækkefølge som i helsætningsskemaet. I stedet for et forfeltet har ledsætningsskemaet dog et konjunktionalfelt (lille k) før centralfeltet.:106-107  Ledsætninger kan altså noteres som k(nav(VNA)), eller i skemaform:
| k    | Centralfelt | Centralfelt            | Centralfelt | Slutfelt | Slutfelt     | Slutfelt | Slutfelt |
| ---- | ----------- | ---------------------- | ----------- | -------- | ------------ | -------- | -------- |
| k    | n           | a                      | v           | V        | N            | A        |          |
| at   | han         | sikkert ikke alligevel | kunde       | faa sagt | hende Besked | i Tide   |          |
| hvem | -           | der ellers             | vilde       | komme    | -            | -        |          |

## Felter
Sætningsskemaet opdeler sætningen i 8 positioner (eller pladser) som kan indeholde led af bestemte typer defineret ud fra ordklasse og bøjningsform. De angives ofte med bogstavsforkortelser, hvor små bogstaver bruges om pladserne i centralfeltet, og store om pladserne i indholdsfeltet. Der skelnes altså for eksempel mellem "lille v" for finitte verber, og "store V" for infinitte.:7-8 

### Forfelt
Forfeltet (F eller FF; også fundamentfeltet som brugt hos Diderichsen) er kendetegnet ved at det kan indeholde led med flere forskellige funktioner, både subjekt (inkl. formelle subjekter), objekt, adverbial og nogle former for infinitte verber. I skemaet markeres det med en streg på den plads hvor forfeltets led ellers ville have stået. Forfeltet kan ikke indeholde det finitte verbum:10 , ordet ikke eller vise attitudeadverbialer som sgu.:206  Kun helsætningsskemaet har et forfelt, mens ledsætningsskemaet i stedet har lille k.:11  Led i forfeltet er fremhævet eller i fokus sammenlignet med andre led i sætningen. Forfeltet kan kun indeholde et enkelt led, men det led kan være et komplekst led med flere underordnede led, fx i form af infinitte verbaler inklusiv objekter, fx. Spekuleret i aktiekøb har jeg aldrig, eller en del af et større led, som eksempelvis et substantiv der er styrelse i et præpositionssyntagme men hvor præpositionen ikke står sammen med substantivet i forfeltet, fx Ham skal du ikke tænkte på.:206-207 
Udfyldningen af forfeltet er med til at markere sætningens funktion. Tomt forfelt markerer ja/nej-spørgsmål, imperativ eller optativ - verbets form afgør hvilken. Forfelt med spørgeord markerer indholdsspørgsmål.:11 
Forfeltsfordobling (også ekstra forfelt og foranstillet ekstraposition) er forekomsten af et led foran forfeltet, som henviser til det samme som materialet i forfeltet, fx Kaj, han er en kammerat, hvor Kaj står i det ekstra forfelt og bliver genoptaget med han, eller I morgen, så skal vi møde Kaj, hvor i morgen fungerer tilsvarende, men er et adverbial.:82-84  Diderichsen har foreslået at angive det genoptagende led med lille f.:379 
Forfeltsprøven er en test af en gruppe ords status som led. Hvis en gruppe ord ikke kan stå sammen i forfeltet, danner de ikke et led.:207 

### Lille v og store V
Lille v er det felt som indeholder det finitte verballed. Der kan ikke stå andre led eller ord. Det ses som sætningens omdrejningspunkt.:207-208 
Store V indeholder infinitte verbaler, altså verber i formerne infinitiv eller participium. Når en sætning indeholder flere verber, er det overordnede verbum placeret i lille v og typisk et modalverbum eller hjælpeverbum.:207 

### Lille n og store N
Lille n (hos Diderichsen s for substantial:184 ) kan kun indeholde subjektet. Det kan være i form af formelle eller foreløbige subjekter, som gør at det reelle subjekt er i store N. Lille n kan være tomt (markeret med streg) hvis subjektet er i forfeltet.:208 
Store N kan indeholde flere led med funktioner som objekt (direkte og indirekte), omsagnsled (både til subjekt og objekt) og reelt subjekt. Der kan stå flere led samtidigt i store N, og feltet kan opdeles i flere felter. Indenfor feltet er et indirekte objekt placeret før et direkte objekt, mens et objekt placeres før et objeksprædikat. Der er tendens til at store N indeholder tungere led end tidligere dele af en sætning.:212-213 

### Lille a og store A
Lille a og store A indeholder begge adverbialer, men ikke alle typer adverbialer kan placeres både i lille a og store A. Fordelingen og tendenserne er et komplekst system. Lille a indeholder især sætningsadverbialer, som lægger sig til sætningen som helhed, i form af negationer, attitudeadverbier (fx måske, dog, nok) og konnektionsadverbier (fx dermed og også). Udover adverbialer kan lille a indeholde negerede objekter eller prædikativer, altså udtryk som ingen, ikke nogen eller intet sammen med et substantiv. Lille a kan indeholde flere led på en gang, og er det eneste felt i centralfeltet som kan indeholde mere end et enkelt led. Adverbialer i store A lægger sig typisk til verbalhandlingen og kan angive tid, sted, måde og årsag ved den, i form af både både adverbier og præpositionssyntagmer. Store A indeholder også partikeladverbier.:208-211 

### Letledsplads
Letledsreglen er en undtagelse til det normale sætningsskema. Letledspladsen (introduceret af Erik Hansen i 1977) er et felt der tilføjes mellem lille n og lille a for at kunne analysere sætninger som Jeg kender ham ikke. Lette led er tryksvage pronomener, og som objekt kan de placeres før en nægtelse, og det passer ikke ind i sætningsskemaet ellers.:22  De lette led kan også være også ordene her og der. De lette led beskrives som enheder der er blevet reduceret til enklise og altså er smeltet sammen med det forudgående led.:83 